# 小行星8539
小行星8539（8539 Laban）是一颗围绕太阳公转的小行星。1993年3月19日，克拉斯-英格瓦·拉格爾科維斯特在拉西拉天文台发现了此天体。
这颗小行星的绝对星等为289.6043100978452等。